# فوروبی
فوروبی (به سوئدی: Furuby) یک منطقه مسکونی است که در بخش ویکوا شهرستان کرونوبری در کشور سوئد واقع شده است. جمعیت فوروبی در پایان سال ۲۰۱۰ بالغ بر ۳۷۲ نفر بوده است.